# 보령시시설관리공단
보령시시설관리공단(保寧市施設管理公團, Boryeong City Facilities Management Corporation)은 대한민국 충청남도 보령시의 문화 시설과 체육 시설, 환경 시설 등을 관리하고 운영하기 위해 설립된 공기업이다. 

## 주요 시설

### 축구장
보령시시설관리공단 축구장(保寧市施設管理公團蹴球場, Boryeong City Facilities Management Corporation Football Field)은 대한민국 충청남도 보령시에 있는 보령시시설관리공단 내에 위치한 축구 경기장이다. K7리그 보령 등의 축구 대회가 개최되었다.